# Gnamptogenys luzonensis
Gnamptogenys luzonensis é uma espécie de formiga do gênero Gnamptogenys.